# Capidava (genre)
Pour les articles homonymes, voir Capidava (homonymie).
Genre
Capidava est un genre d'araignées aranéomorphes de la famille des Salticidae.

## Distribution
Les espèces de ce genre se rencontrent au Brésil et au Guyana.

## Liste des espèces
Selon World Spider Catalog (version 18.0, 17/03/2017) :
- Capidava annulipes Caporiacco, 1947
- Capidava auriculata Simon, 1902
- Capidava biuncata Simon, 1902
- Capidava dubia Caporiacco, 1947
- Capidava saxatilis Soares & Camargo, 1948
- Capidava uniformis Mello-Leitão, 1940

## Publication originale
- Simon, 1902 : Études arachnologiques. 31e Mémoire. LI. Descriptions d'espèces nouvelles de la famille des Salticidae (suite). Annales de la Société Entomologique de France, vol. 71 p. 389-421 (texte intégral).